# KaOs
KaOS és una distribució Linux d'alliberament continu, basada en Arch, que empra el gestor de paquets Pacman. S'ofereix l'experiència d'Arch Linux de manera molt restrictiva, ja que només s'ofereix l'arquitectura de 64 bits, l'entorn d'escriptori KDE Plasma i el programari basat en Qt empaquetat expressament per a la distribució. Com a contrapartida s'obté un Arch fàcil d'instal·lar (Calamares), una distribució d'alta estabilitat, un flux de treball consistent i una experiència molt amigable i actualitzada de KDE.

## Història
Distribució creada el 2013 per Anke Boersma, qui inicialment treballava a Chakra project.
Kaos fou la primera distribució a posar a KDE Plasma 6 per defecte. El 2 de febrer de 2024, amb el llançament KaOS 2024.01, quan Plasma 6 encara estava en desenvolupament. L'equip de Kaos treballà durant quinze mesos per fer aquest llançament que només incloïa elements basats en KDE Plasma 6. El tema Midna es renovà i s'oferí com a tema per defecte.